# Facultad de Ciencias Económicas (Universidad Nacional Mayor de San Marcos)
La Facultad de Ciencias Económicas de la Universidad Nacional Mayor de San Marcos (siglas: FCE-UNMSM) es una de las veinte facultades que conforman dicha universidad. Forma parte, dentro de la organización de la universidad, del área de Ciencias Económicas y de la Gestión. Cuenta con las escuelas profesionales de Economía, Economía pública y Economía internacional, las cuales brindan tanto estudios de pregrado como de postgrado. Los pabellones principales de la facultad se ubican dentro de la ciudad universitaria de la Universidad Nacional Mayor de San Marcos, en Lima, Perú.
Las primeras cátedras de estudios de economía en el Perú se remontan a la enseñanza de la Economía política durante el siglo XIX en centros como la  Academia Lauretana, el Colegio Nacional de la Independencia Americana y el Convictorio de San Carlos. Posteriormente, se creó en abril de 1875 la Facultad de Ciencias Políticas y Administrativas como parte de la Universidad Nacional Mayor de San Marcos bajo la dirección de Pablo Pradier Foderé; ello con el objetivo de formar funcionarios estatales. Así, son el origen directo de los estudios universitarios de economía en el Perú. Sin embargo, no fue hasta 1875 que dichos estudios fueron oficializados mediante la creación de la Facultad de Ciencias Políticas y Administrativas. Dicha denominación fue modificada en 1920 con la inauguración de la Facultad de Ciencias Políticas y Económicas bajo la dirección de José Matías Manzanilla. En 1928 se constituyó de manera independiente como Facultad de Ciencias Económicas de la Universidad de San Marcos, siendo la primera del Perú.
La Universidad Nacional Mayor de San Marcos ha tenido como alumnos y catedráticos a destacados y reconocidos economistas, tales como: Pablo Pradier Foderé, economista e intelectual francés fundador de la facultad; Bruno Moll, economista monetarista alemán que introdujo el estudio metodológico de la economía monetaria en la Universidad de San Marcos y así en el Perú; Javier Silva Ruete, exministro de Economía y Finanzas; Manuel Ulloa Elías, expresidente del Consejo de Ministros y exministro de Economía y Finanzas; Daniel Schydlowsky, ex director de la Superintendencia de Banca y Seguros del Perú y profesor visitante de la Universidad de Harvard; entre muchos otros. A nivel universitario, la Facultad de Ciencias Económicas se ubica entre las diez mejores con egresados mejor pagados a nivel nacional; dentro del ámbito de las universidades públicas, un estudio del año 2019 ubica a la Universidad Nacional Mayor de San Marcos como la universidad de donde provienen los economistas mejor pagados del país.

## Historia

### Cátedras de Economía Política
La enseñanza de la economía en el Perú se inició durante la etapa republicana en los colegios universitarios. Así, la primera asignatura de economía política se implementó en la Academia Lauretana ubicada en la ciudad de Arequipa, entre los años de 1821 y 1822. Posteriormente, hacia 1828, dicho curso fue impartido en la misma ciudad por Manuel Amat y León en el Colegio Nacional de la Independencia Americana. En el caso de la ciudad de Lima, el primer curso de economía política fue aperturado por Sebastián Lorente en la Institución Educativa Emblemática Nuestra Señora de Guadalupe en el año 1847; implementación que fue aplicada también en el Convictorio de San Carlos. Por otro lado, la enseñanza de la estadística se estableció en 1853 tras la disposición que la instauró en los colegios nacionales. Ello no sin reveses: tras la supresión de las asignaturas de estadística, derecho administrativo y economía política en 1854 al interior del Convictorio de San Carlos, solo las posteriores gestiones de Juan Gualberto Valdivia lograron su reinserción.
Fue recién en marzo de 1866 que el curso de economía política obtuvo el grado de cátedra universitaria. Dicho curso se insertó dentro del plan curricular de la Facultad de Jurisprudencia  de la Universidad de San Marcos bajo la dirección de Felipe Masías como primer catedrático; incluyó además estudios de hacienda pública y estadística. En el caso de los colegios de instrucción, nociones de economía política fueron incluidas en el curso de filosofía moral, perteneciente a la enseñanza de segundo año dentro de la sección superior. Posteriormente, hacia 1868 se estableció y extendió de manera permanente e individualizada el carácter de cátedra universitaria de las especialidades de Economía política, Derecho administrativo y Estadística.

### Facultad de Ciencias Políticas y Administrativas

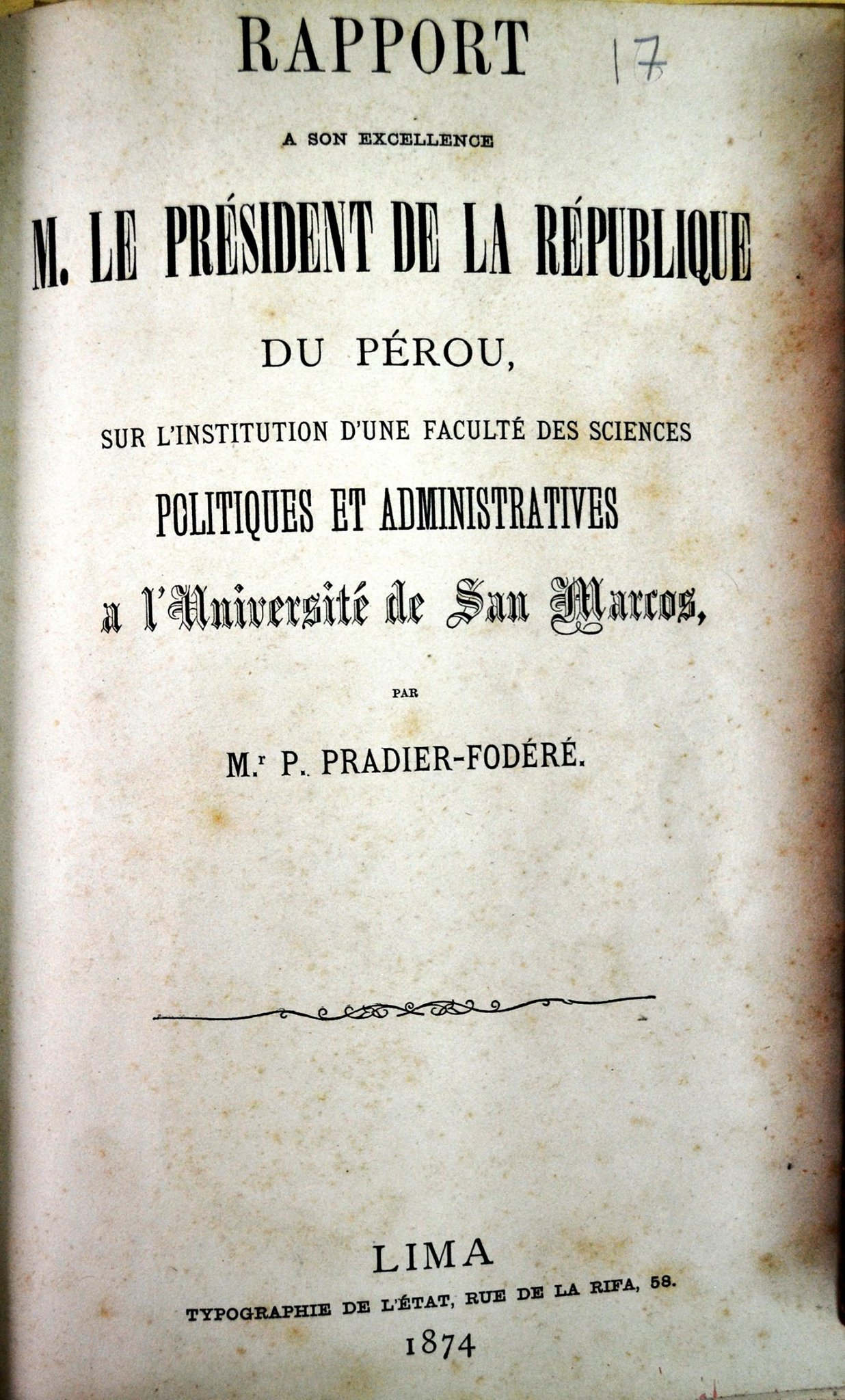
Reporte de Pradier Foderé al entonces presidente Manuel Pardo y Lavalle para la creación de una Facultad de Ciencias Políticas y Administrativas en el Perú.

La Facultad de Ciencias Políticas y Administrativas fue fundada el 7 de abril de 1875 e inaugurada el 10 de mayo del referido año durante el gobierno del entonces presidente Manuel Pardo. En un contexto de bonanza económica producto de las exportaciones de guano, su creación tuvo como objetivo el dotar al Estado peruano de funcionarios con una sólida formación como administradores públicos, estadistas y con una óptima preparación en el campo de la economía política. Fue el maestro francés Pablo Pradier Foderé quien asumió la responsabilidad de crear y conducir la nueva escuela académica. La misión que concibió Pradier fue que esta debía contribuir a que el Perú alcanzase la independencia económica. Junto a él, el equipo docente incluyó a figuras como Federico León y León, Adolfo Villa-García, Luis Felipe Villarán, Manuel Vicente Morote, Ramón Ribeyro y Antenor Arias.

«MANUEL PARDO, PRESIDENTE CONSTITUCIONAL DE LA REPÚBLICA. Por cuanto: El Congreso ha dado la ley siguiente: El Congreso de la República Peruana. Considerando: Que es de absoluta necesidad el establecimiento de la Facultad de Ciencias Políticas y Administrativas; ha dado la Ley siguiente:
Artículo primero.- Créase en la Universidad Mayor de San Marcos de Lima y bajo su dependencia, la Facultad de Ciencias políticas y Administrativas.
Artículo segundo.- El Poder Ejecutivo organizará la expresada Facultad conforme a las leyes vigentes en materia de instrucción y al Reglamento de la Universidad Mayor de San Marcos.
Artículo tercero.- Considérese en el Presupuesto General de la República la cantidad de veinticinco mil soles anuales para la organización y sostenimiento de dicha Facultad. Comuníquese al Poder Ejecutivo para que disponga lo necesario a su cumplimiento.
Dado en la Sala de Sesiones del Congreso en Lima, a 7 de Abril de 1875, Francisco de P. Muñoz, Presidente del Senado; R. Ribeyro, Vice-Presidente de la Cámara de Diputados; Pedro A. del Solar, Secretario del Senado; Emilio A. del Solar, Secretario de la Cámara de Diputados. Al Excmo. Señor Presidente de la República. Por tanto: mando se imprima, publique y se le dé el debido cumplimiento. Dado en la Casa del Supremo Gobierno, en Lima, a 7 de Abril de 1875.- M. Prado.- Manuel Odriozola.»

Sin embargo, iniciada la guerra del Pacífico, el entonces rector Pablo Pradier Foderé retornó a Francia, desde donde denunció las consecuencias de la guerra en el Perú a través de su célebre Comunicado Sobre la Guerra de Chile contra el Perú y Bolivia. En su reemplazo, fue designado Ramón Ribeyro como nuevo rector; quien a su vez participó en la Campaña de Lima, con el grado de coronel de las unidades de reserva, junto a estudiantes y docentes sanmarquinos. Así, las clases que se daban al interior de la conocida posteriormente como Casona de San Marcos, se vieron interrumpidas por su uso con fines militares durante la ocupación chilena de la ciudad de Lima. Por ello, el dictado de clases se realizó en las casas de los propios profesores sanmarquinos.
El periodo de finales del siglo XVIII e inicios del siglo XIX vio la transición hacia un modelo económico caracterizado por las exportaciones manejadas por grandes empresas privadas (a diferencia del antiguo modelo en el que el Estado peruano cedía en concesión sus recursos). Así, la necesidad de contar con personal capacitado en dichas transacciones hizo que se crease la especialidad de Servicio consular y aduanero al interior de la Facultad de Ciencias Políticas y Administrativas.

### Facultad de Ciencias Políticas y Económicas

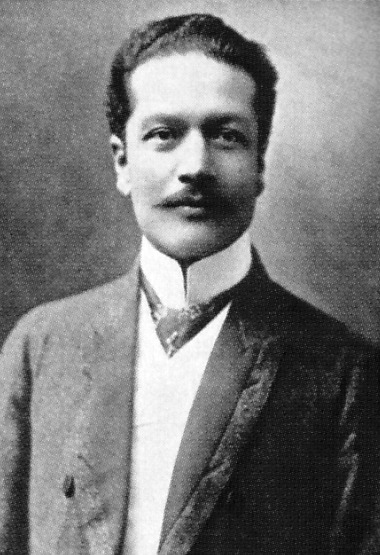
José Matías Manzanilla, fundador y rector de la Facultad de Ciencias Políticas y Económicas de la Universidad Nacional Mayor de San Marcos, inaugurada en 1920.

Los modificaciones como consecuencia de la reforma de Córdoba se manifestaron en la Universidad de San Marcos tanto en la modernización de los estudios como en el cambio de denominación de la facultad. Así, fue nombrada por la Ley Orgánica de Enseñanza de 1920 como Facultad de Ciencias Políticas y Económicas bajo la rectoría de José Matías Manzanilla—quien inició su labor docente en San Marcos en 1896—. Se implementó además la enseñanza de nuevas materias. El curso de estadística fue dictado por Óscar F. Arrús, quien realizó por primera vez en América Latina la cuantificación del costo vida en base al año de 1913; de igual manera, Arrús dirigió la enseñanza de los aspectos cuantitativos a través del curso Finanzas y legislación financiera del Perú. Por otro lado, se creó una sección de estudios consulares, mientras que el curso Historia económica y financiera del Perú fue enseñado por primera vez en los claustros sanmarquinos a cargo de César Antonio Ugarte, cuyas lecciones sistematizó en el libro editado en 1926 Bosquejo de la Historia Económica del Perú (el mismo que fue utilizado por José Carlos Mariátegui para escribir su propio bosquejo incluido en sus Siete ensayos de interpretación de la realidad peruana). 
Algunos de los referidos cursos eran de carácter obligatorio para la formación en derecho, a la vez que eran fundamentales para la obtención del bachillerato y doctorado en Economía y ciencias políticas. Así, dentro del plan curricular, resaltó la implementación del curso monográfico de economía política a cargo de José Matías Manzanilla. Al ser un curso exigido para la obtención del doctorado, requería el desarrollo de una investigación monográfica sobre un problema o especialidad. Particularmente, la investigación realizada sobre la aplicación de la Ley n° 1378 de Accidentes de Trabajo —promulgada en 1911— encontró utilidad práctica en la asesoría a trabajadores por parte de los estudiantes:

«Dirigidos por el doctor Manzanilla, los alumnos del curso asumimos la defensa desinteresada de varios centenares de accidentados de trabajo [...] El pequeño salón que después se usara como Archivo universitario, era nuestra oficina; y a ella acudían diariamente para la tramitación de su defensa, los accidentados [...] La universidad extendía así su acción fuera de su local y de sus aulas, y cumplía, sin exageraciones, ni propaganda, un deber de justicia social.»
Luis Picasso Rodríguez

Complementariamente, otros cursos dictados fueron: Derecho constitucional general y comparado, a cargo de Manuel Vicente Villarán; Legislación financiera del Perú, bajo la dirección de Toribio Alayza Paz Soldán; Derecho internacional público, a cargo de Alberto Ulloa Sotomayor; Historia internacional y diplomática del Perú, bajo la dirección de Luis Valera Orbegoso; Derecho constitucional del Perú, a cargo de Lizardo Alzamora Silva; Estadística, bajo la dirección de Oscar Arrúz; entre otros. No obstante, si bien se ampliaron tanto los estudios económicos como financieros, persistió el objetivo de formar funcionarios en las carreras diplomáticas y de consulado.

### Facultad de Ciencias Económicas

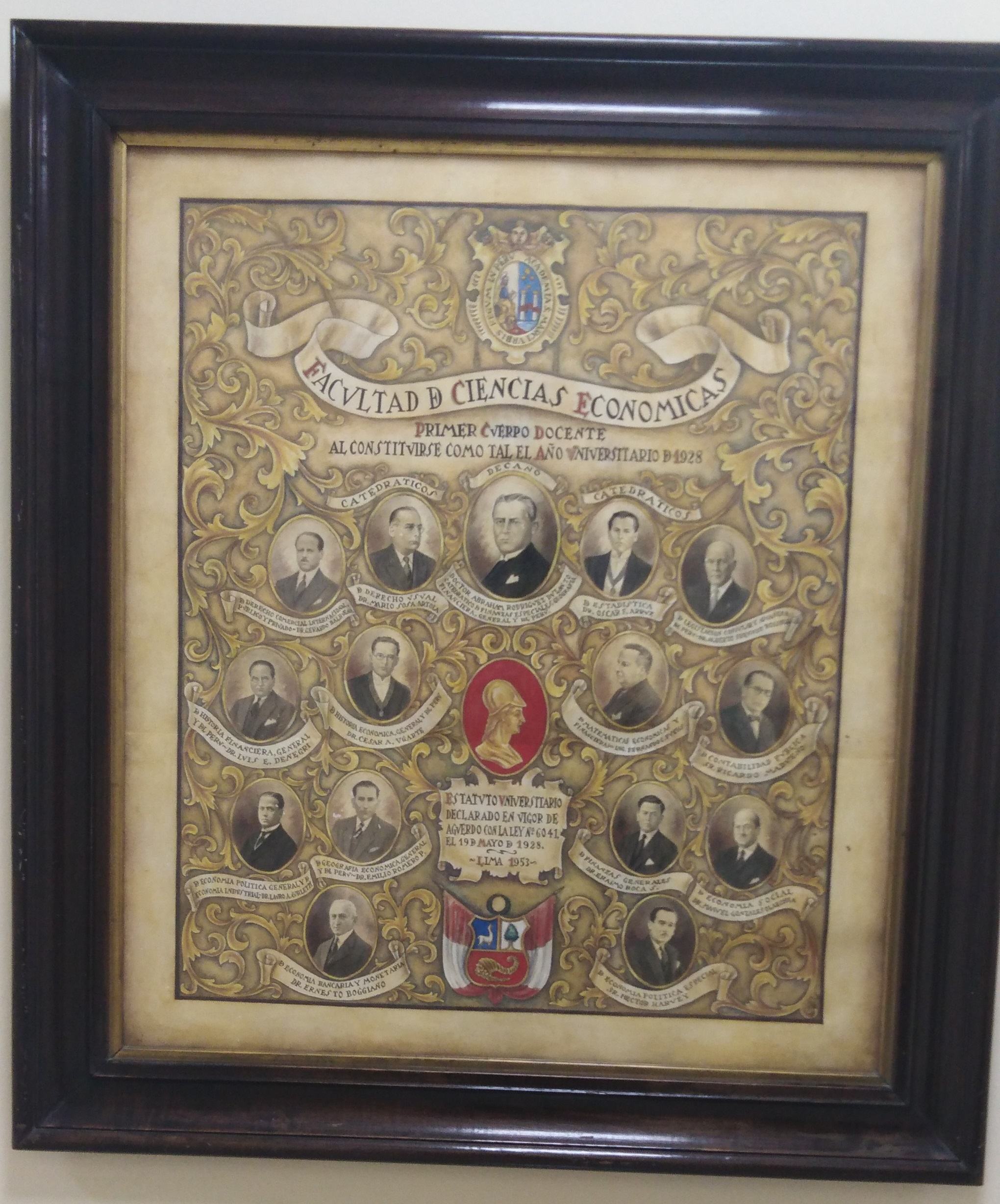
Cuadro de la primera plana docente con la que se inauguraron los estudios dentro de la Facultad de Ciencias Económicas en 1928.

Por Decreto Ley n° 6041 emitido el 19 de mayo de 1928, se adoptó el nombre de Facultad de Ciencias Económicas y se asignó como primer decano a Abraham Rodríguez Dulanto, quien asumió dichas funciones el 28 de mayo de 1931. Dos de los objetivos perseguidos por dicha modificación fueron: la profundización en el estudio de las instituciones económicas y el afinamiento de los instrumentos analíticos usados para el estudio de los mercados de competencia. Así, algunas de las materias y docentes que figuraron en el plan de estudios vigente en dicha época fueron: Economía política general y Economía política especial, a cargo de José Matías Manzanilla; Derecho comercial internacional público y privado, a cargo de Gerardo Balbuena; Derecho usual, por Mario Sosa; Legislación aduanera del Perú, a cargo de Alberto Freundt Rosell; Geografía financiera, a cargo de Abraham Rodríguez Dulanto; Historia financiera y del Perú y Economía monetaria y bancaria, ambos a cargo de César Antonio Ugarte; Estadística, a cargo de Oscar F. Arrús; Economía política general y Finanzas generales, ambos a cargo de Erasmo Roca; Historia económica general y del Perú y Geografía económica general y del Perú, ambos a cargo de Emilio Romero Padilla; Matemática económica y actuarial, a cargo de Fernando Fuchs; Economía agraria, dictada por Pascual Saco Lanfranco y Economía social, a cargo de Luciano Castillo Coloma. Ello junto a especialidades como las de Contabilidad pública y Derecho naval.
Posteriormente, tras haber entrado en receso el 13 de abril de 1932, la universidad fue reaperturada el 28 de junio de 1935, de manera que se continuó la ampliación de la enseñanza al interior de la Facultad de Ciencias Económicas. Una de las disciplinas introducidas fue la de contabilidad; la misma que era antes impartida por un instituto dependiente de la Cámara de Comercio tras haber retomado su organización del originario Consulado de Lima. En suma, se otorgaban en total siete grados y títulos: bachiller en Ciencias Económicas, doctor en Economía, experto para la Administración Pública, experto para el Servicio Consultor, contador público, bachiller en Comercio y Actuario. Sin embargo, tanto las especialidades de experto para la Administración Pública como experto para el Servicio Consular y Actuario fueron suprimidas como consecuencia del cambio curricular de 1946. Asimismo, se modificó la denominación de la facultad por la de Facultad de Ciencias Económicas y Comerciales. Hacia fines de la década de 1950, se incorporó la especialidad de administración, de manera que se configuraron las tres especialidades ofrecidas de la siguiente manera: economista, contador público y administrador. Durante dicho periodo se incorporó además el Instituto Superior de Ciencias Económicas y Administrativas. Fue así como se configuró hacia mediados del siglo XX el perfil de la enseñanza de la economía en las universidades peruanas con una clara tendencia hacia la contabilidad y la administración (situación presente también en la Universidad Nacional de San Agustín). En lo posterior, sin embargo, el cambio del sistema facultativo por el de departamentos y escuelas durante 1969 también significó una reestructuración al interior de la facultad: se suprimieron las materias correspondientes a las especialidades de contabilidad y derecho, a la vez que se impulsó la enseñanza de disciplinas de econometría, teoría económica, matemáticas aplicada para economistas, economía social, entre otras.
Fue recién mediante la Ley n° 23733 emitida el 9 de diciembre de 1983 que se restableció el sistema facultativo. Así, un año después se publicó el Estatuto de la universidad, el mismo que estableció la separación de las especialidades antes reunidas bajo una misma facultad, ahora en tres diferentes: Facultad de Ciencias Económicas, Facultad de Ciencias Contables y Facultad de Ciencias Administrativas. Luego de contar por un largo periodo con una sola escuela profesional (Economía), en 2012 se implementaron las dos escuelas vigentes: Economía Pública y Economía Internacional. Los dos edificios pertenecientes a la Facultad de Ciencias Económicas se ubican al interior de la ciudad Universitaria de la Universidad Nacional Mayor de San Marcos. El último de ellos fue inaugurado en octubre de 2018 durante el periodo de decanato de Hoover Ríos Zuta y se ubica de manera contigua a la Facultad de Ingeniería de Sistemas e Informática (Universidad Nacional Mayor de San Marcos) y próximo a la Av.Colonial (avenida Óscar R. Benavides).

## Organización

### Gobierno
La Facultad de Ciencias Económicas está organizada en las siguientes instancias:
- Decanato: Según los estatutos de la Universidad Nacional Mayor de San Marcos, la máxima autoridad dentro de la facultad es el decano. Este tiene como función principal: «La dirección de esta, dentro de las políticas universitarias que determinen los órganos superiores». Por obligación, el decano debe ser un catedrático que tenga la categoría de titular; la duración del cargo es de tres años y está permitida la reelección para un segundo periodo no consecutivo. Pedro Miguel Barrientos Felipa ejerce el cargo de decano de la Facultad de Ciencias Económicas para el periodo de gestión 2022-2024.[22][23]

- Consejo de Facultad: Según los estatutos de la universidad, le corresponde definir las políticas de desarrollo académico e institucional de acuerdo a los lineamientos y estrategias emanados de la Asamblea Universitaria y el Consejo Universitario. Lo conforma el decano, que lo preside, además de los directores de escuela, profesores titulares y miembros del tercio estudiantil.[24]

- Dirección Académica: Según los estatutos universitarios, está encargada de brindar asistencia y apoyo académico a la facultad. También se encarga de coordinar y dirigir todas las actividades de comunicación e información del decanato y el Consejo de Facultad hacia la comunidad de la Universidad Nacional Mayor de San Marcos.[24]

- Direcciones de Escuelas: De acuerdo al artículo veinticinco del estatuto universitario,[24] las Escuelas Profesionales (siglas: EP) son las unidades de la facultad encargadas de la formación de los estudiantes que cursan las carreras de pregrado. Tienen entre sus funciones principales elaborar, coordinar y ejecutar los currículos (plan) de estudios. Ejercen el cargo de directores de escuela para el periodo de gestión 2021-2024: Lenin William Postigo De la Motta, Escuela Profesional de Economía;[25] Abraham Eugenio Llanos Marcos, Escuela Profesional de Economía Pública[26] y Miguel Ángel Pinglo Ramírez, Escuela Profesional de Economía Internacional.[27]

- Dirección Administrativa: Desarrolla acciones coordinadas que conducen a la optimización de los procesos académico-administrativos de la facultad, con el objetivo de mejorar la calidad de servicios. Administra los recursos económicos y realiza las acciones necesarias para la adquisición de bienes y servicios. Julio César López se desempeña como director administrativo.[28]

### Estudios académico-profesionales
La Facultad de Ciencias Económicas brinda estudios de pregrado y de posgrado, los cuales se describen más detenidamente a continuación:

#### Pregrado
A nivel de estudios de pregrado la facultad cuenta con las siguientes tres escuelas profesionales:
- Escuela Profesional de Economía: El plan de estudios dura cinco años (diez ciclos), divididos en dos ciclos de estudios generales, estudios específicos, estudios de especialidad y estudios complementarios en dos posibles áreas: análisis económico o análisis financiero y empresarial.[14] Concluidos satisfactoriamente los cinco años de estudio y tras haber obtenido una nota aprobatoria en la presentación de un trabajo de investigación,[29] se obtiene el grado de bachiller en economía.[30] El título profesional de economista es equivalente al de licenciado en economía[30] y se puede obtener bajo las siguientes modalidades: sustentación de tesis, aprobación de un trabajo de suficiencia profesional u otra modalidad dispuesta por la facultad.[29]
- Escuela Profesional de Economía Pública: Los cinco años de estudios se dividen en dos ciclos de estudios básicos (Escuela de Estudios Generales) y seis ciclos de estudios específicos, estudios de especialidad y estudios complementarios.[31] Concluidos satisfactoriamente los estudios de pregrado, se obtiene el grado de bachiller en economía,[32] ello tras haber obtenido una nota aprobatoria en la presentación de un trabajo de investigación.[29] El título profesional de economista (equivalente al de licenciatura en economía)[32] se puede obtener tras la sustentación de tesis, la aprobación de un trabajo de suficiencia profesional u otra modalidad dispuesta por la facultad.[29]
- Escuela Profesional de Economía Internacional: Los estudios de pregrado se dividen en estudios generales, estudios específicos, estudios de especialidad y estudios complementarios; los mismos que en conjunto duran cinco años.[33] Concluidos satisfactoriamente y tras haber obtenido una nota aprobatoria en la presentación de un trabajo de investigación,[29] se obtiene el grado de bachiller en economía.[34] Se puede optar por el título profesional de economista[34] luego de la sustentación de tesis, la aprobación de un trabajo de suficiencia profesional u otra modalidad dispuesta por la facultad.[29]

#### Postgrado
La facultad ofrece diversos programas de posgrado con una orientación multidisciplinaria. El programa de maestría es de dos años, incluye cursos, seminarios, tutorías, un examen de calificación, la elaboración de una tesis y un examen de grado. La Facultad de Ciencias Económicas cuenta con maestrías en Economía con mención en Gestión y Políticas Públicas; Economía con mención en Gestión Económica de Riesgo de Desastres y Desarrollo Sostenible; Economía con mención en Finanzas y Ciencias de la Gestión Económica Empresarial. También destaca el programa de doctorado con una duración de tres años, los cuales incluyen seminarios, tutorías, un examen de calificación, la elaboración de una tesis y un examen de grado. Ofrece tres doctorados: Economía, Gestión Económica Global y Marketing. Además de los programas anteriores, también se brindan estudios de especializaciones y diplomados.

## Infraestructura y servicios

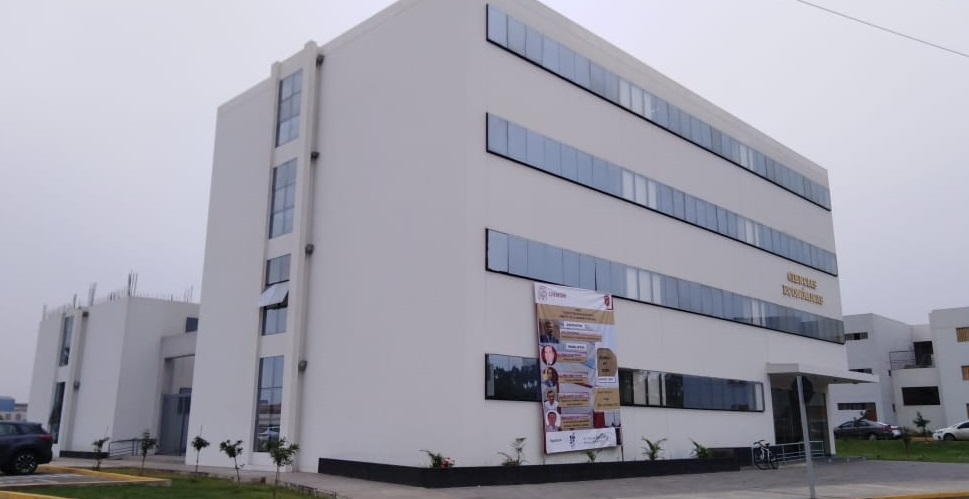
Vista exterior del nuevo pabellón de la Facultad de Ciencias Económicas de la Universidad de San Marcos.

### Biblioteca
La Facultad de Ciencias Económicas de la Universidad Nacional Mayor de San Marcos cuenta con su propia biblioteca especializada, interconectada a través del Sistema de Bibliotecas (siglas: SISBIB) con la Biblioteca Central Pedro Zulen de la Universidad de San Marcos. Provee un apoyo esencial a la comunidad universitaria en el fomento del estudio, la docencia, y la investigación. Su administración depende de la Unidad de biblioteca, hemeroteca y centro de documentación de la Facultad de Ciencias Económicas, cuyo director es Marco Antonio Delgado Rivera. Desde el 2003, la biblioteca especializada lleva el nombre del docente Augusto Salcedo La Torre, en homenaje a su labor impulsora de la modernización de la facultad a través de un centro de cómputo y una biblioteca especializada.

### Auditorios
La Facultad de Ciencias Económicas cuenta con un auditorio principal y un Salón de Grados. En este último se conserva además la colección de retratos de los decanos que han ejercido el cargo en dicha facultad; así, se exponen los óleos de figuras como César Antonio Ugarte y Ramón Ribeyro.

## Investigación

### Institutos de investigación
La Facultad de Ciencias Económicas cuenta con el siguiente instituto de investigación:
- Instituto de Investigaciones Económicas: es el órgano rector de las actividades de investigación al interior de la facultad. Reúne y coordina la participación tanto de docentes como estudiantes dentro de los diferentes proyectos de investigación. Publica sus aportes a la comunidad académica a través de la revista Pensamiento Crítico.[44]

### Grupos de investigación
La facultad cuenta con los siguientes grupos de investigación:
- Análisis y estión económica financiera (AYGEF)
- Análisis, diseño y evaluación de políticas públicas (GIADEPP)
- Aspectos del desarrollo económico nacional, regional y local (ADEL)
- Aznaran-economía (AZNARAN)
- Dynamic (DYNAMIC)
- Economía y agroexportación (ECOAGROX)
- Economía, políticas y salud (SOIKOS)
- Finanzas y desarrollo (FYDESA)
- Gestión estratégica e innovación (SMINNOVA)
- Grupo de América Latina y El Caribe (GALYC)
- Grupo de estudio de política económica (GIPE)
- Innovación y prospectiva para el desarrollo (INNOVATE)
- Los emprendedores de la investigación (EMPRENDE)
- Omega beta gamma (OBG)
- Sociedad y naturaleza (SONAR)

### Laboratorios
Cuenta con remodelados laboratorios de cómputo comunicados con la Biblioteca Central Pedro Zulen. De la misma manera, la Facultad de Ciencias Económicas, desde el año 2019, es acreedora de un nuevo pabellón independiente, el mismo que está constituido por aulas, laboratorios académicos y equipos multimedia de última generación.

### Publicaciones científicas y académicas
- Pensamiento Crítico:  es una publicación del Instituto de Investigaciones Económicas que divulga y genera un espacio de debate sobre los problemas de la economía.[48] Entre los temas que aborda se encuentran: la administración y políticas públicas, medio ambiente, turismo, entre otros.[49] Se encuentra indexada en: Latindex; el Repositorio Nacional Digital de Ciencia, Tecnología e Innovación (ALICIA Perú); entre otros repositorios. Se publica en los meses de agosto y diciembre.[50]
- Revista de la Facultad de Ciencias Económicas:[51] reiniciada su publicación en el año 1996,[52] registró sus primeras ediciones entre los años de 1937 y 1966.[53] Es publicada por la Facultad de Ciencias Económicas con el fin de difundir los resultados de investigaciones sobre economía y ciencias sociales.[54]

Otras publicaciones de la Facultad de Ciencias Económicas en formato de acceso abierto son: los boletines Análisis económico de coyuntura y Per cápita; el boletín Seguimiento a la crisis internacional a cargo de José Carlos Navarro Lévano, hoy descontinuado; los documentos de trabajo del grupo de investigación Omega beta gama, su serie Apuntes de clase y el Primer y Segundo Economic Workshop organizados por dicho grupo; la Revista Peruana de Estudios del Asia-Pacífico; etc.